# Tilemzoun
Tilemzoun  (in arabo تيلمزون‎?) è un centro abitato e comune rurale del Marocco situato nella provincia di Tan-Tan, regione di Guelmim-Oued Noun. Conta una popolazione di 1 015 abitanti (censimento 2014).